# Ледвинка, Ганс

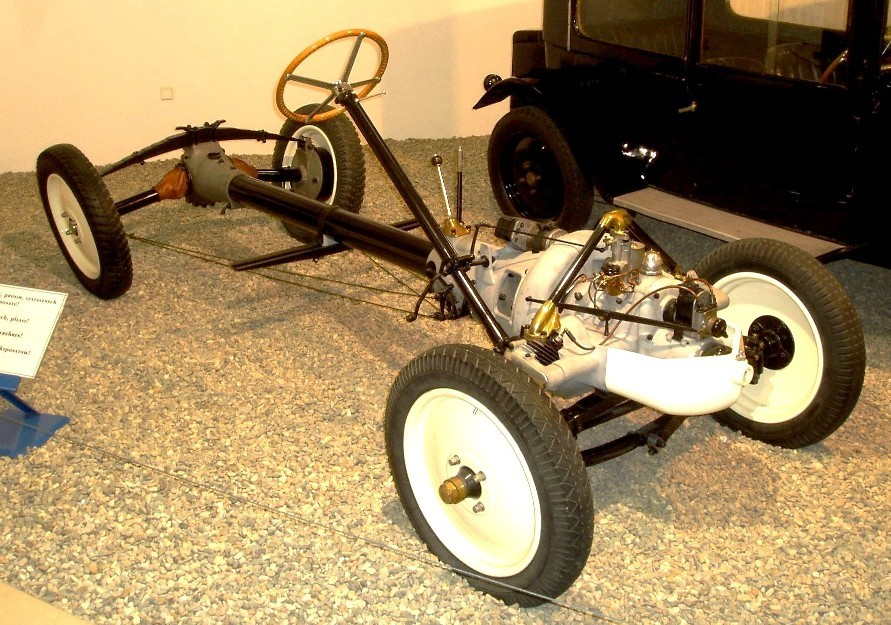
Шасси с магистральной трубой, разработанное Гансом Ледвинкой в 1923 году для Tatra. Компания использует модернизированную концепцию и по сей день

Ганс Ледвинка (нем. Hans Ledwinka; 14 февраля 1878, Клостернойбург, Вин-Умгебунг — 2 марта 1967 или 3 марта 1967, Мюнхен) — австрийский инженер, доктор технических наук.
Создатель одного из первых в мире автомобилей с аэродинамическим кузовом, конструкции хребтовой рамы и подвески с качающимися полуосями.

## Молодость
Ледвинка родился в Клостернойбурге (Нижняя Австрия), недалеко от Вены, входившей в то время в состав Австро-Венгерской империи.
Начал свою карьеру простым механиком, позже учился в Вене. В молодости работал в компании «Нессельдорфер-Вагенбау» (Nesselsdorfer-Wagenbau) в Нессельдорфе, которая позже стала известна как Tatra в Моравии. На заре своей карьеры работал над изготовлением железнодорожных вагонов, затем участвовал в производстве первых автомобилей фирмы. Спроектировал 5,3-литровый, шестицилиндровый двигатель типа U. В разгар Первой мировой войны в мае 1916 года Ледвинка принял должность директора в Штайре, первоначально работал дома и переехал туда жить в 1917 году.

## Главный конструктор Tatra
Ледвинка вернулся в компанию Tatra (первоначально «Нессельдорфер-Вагенбау» (Nesselsdorfer-Wagenbau)) в Нессельдорфе, затем в Чехословакию, и в 1921—1937 гг. был главным инженером-конструктором. Изобрел безрамное центральное трубчатое шасси (т. н. хребтовая рама) с качающимися осями, полностью независимой подвеской и оппозитным двигателем воздушного охлаждения сзади. Ещё одним крупным вкладом Ледвинка в дизайн автомобилей стала разработка обтекаемого кузова, первые автомобили Tatra с такими кузовами были выпущены при его участии. Вместе со своим сыном Эрихом, работавшим тогда на посту главного конструктора Tatra, и немецким инженером Эрихом Юблакером, разработали обтекаемые Tatra модели T77, T77a, T87 и T97. Все эти автомобили имели расположенные сзади двигатели воздушного охлаждения.

## Споры с Volkswagen
Адольф Гитлер и Фердинанд Порше находились под сильным влиянием Tatra. Гитлер был увлеченным автолюбителем и ездил на машине Tatra во время политических туров по Чехословакии. Известно, что Ганс Ледвинка часто обедал с Гитлером, и после одного из таких обедов Гитлер заметил Порше: «Это машина для моих дорог». Впрочем, в книге «Автомобильные войны» приводятся такие слова Гитлера: «Это машина, которую я хочу для своих дорог». В любом случае Фердинанд Порше относительно Ганса Ледвинка признавал:«иногда я подсматривал через его плечо, иногда он смотрел через моё». Нет сомнений в том, что Порше «Тип 1» имел поразительное сходство с более ранними автомобилями Tatra. Компания начала судебный процесс, но он был прекращен, когда Германия вторглась в Чехословакию. В то же время, Tatra была вынуждена прекратить производство T97. Дело было вновь открыто после окончания Второй мировой войны, и в 1965 году Volkswagen выплатил Tatra 1 миллион немецких марок в рамках внесудебного урегулирования.

## Последние годы
После Второй мировой войны Ледвинка обвинили в сотрудничестве с немецкими оккупационными войсками и посадили в тюрьму Чехословакии на пять лет. Выйдя из тюрьмы в 1951 году Ганс отказался работать на Tatra и ушёл на пенсию. Последние годы жизни Ледвинка провел в Мюнхене (Германия), где и умер в 1967 году.

## Наследие
В 2007 году Ганс Ледвинка был включен в «Европейский автомобильный Зал славы».
Его сын Эрих также был конструктором автомобилей. Он сконструировал уникальный Haflinger для компании Steyr-Daimler-Puch и более крупный автомобиль Pinzgauer High Mobility All-Terrain Vehicle. Оба используют трубчатые шасси и поворотные портальные оси.